# Hélène Bessette
Hélène Bessette (* 31. August 1918 in Levallois-Perret; † 19. Oktober 2000 in Le Mans) war eine französische Schriftstellerin.

## Leben
Bessettes Eltern waren Taxifahrer und Parfümerie-Angestellte. Dieses Leben der einfachen Leute hat sie geprägt. In ihrer kurzen unglücklichen Ehe lebte sie in den 1940er Jahren mit einem evangelischen Pfarrer in Neukaledonien. Bessette arbeitete bis 1962 als Volksschullehrerin in Roubaix, Saint-Prest und in Saint-Georges-sur-Eure und wurde dann freie Schriftstellerin.
Bessette veröffentlichte zwölf Romane und ein Theaterstück in der „Collection Blanche“ des Verlegers Gaston Gallimard, von dem sie 1952 einen Vertrag für zehn Werke erhielt. In Abgrenzung  zu Alain Robbe-Grillet und dessen Konzept vom Nouveau roman nannte sie ihre literarische Technik „roman poétique“. Sie wurde von Kritikern und Geistesgrößen wahrgenommen und gelobt. Ihre Bücher fanden indes keine Leser. Ihr Debütroman Lili pleure brachte es zwar 1954 zum Literaturpreis „Prix Cazes“, aber nur auf 1.500 verkaufte Exemplare. Auch ihre anderen Romane erschienen regelmäßig auf der Nominierungsliste für den Prix Goncourt.
Unter ihren (wenigen) Lesern waren die Kolleginnen Marguerite Duras, Nathalie Sarraute, Simone de Beauvoir und  Dominique Aury, die Schriftsteller Raymond Queneau und André Malraux, unter den lobenden Literaturkritikern Alain Bosquet und Claude Mauriac. Seitdem die Éditions Gallimard 1973 das Vertragsverhältnis auflösten,  schrieb sie für die Schublade und lebte von Gelegenheitsarbeiten, auch als Putzfrau. Bessette starb einen Literatentod als Poète maudit: seelisch schwer erkrankt, verarmt und verkannt.
Léo Scheer hat 2006 begonnen, ihre Werke erneut zu verlegen, und zwei ihrer Romane wurden seither in der Schweiz auch erstmals ins Deutsche übersetzt.

## Werke (in deutscher Übersetzung)
- Ist Ihnen nicht kalt. Aus dem Französischen von Christian Ruzicska. Secession Verlag für Literatur, Zürich 2011, ISBN 978-3-905951-09-7.[1]
- Ida oder das Delirium. Aus dem Französischen von Christian Ruzicska. Secession Verlag für Literatur, Zürich 2010, ISBN 978-3-905951-02-8.[2]